# Nati nel 1130
| Questa pagina contiene informazioni ricavate automaticamente dalle voci biografiche con l'ausilio del template Bio e di un bot. L'aggiornamento è periodico e automatico e ricostruisce completamente la pagina. Se manca una persona in questa lista, sei pregato di non aggiungerla, ma accertati piuttosto che la sua voce biografica contenga il template Bio e che i dati anagrafici siano correttamente compilati. Se il template Bio manca, inseriscilo tu stesso o, in alternativa, metti l'avviso {{tmp\|Bio}} che ne segnala la mancanza. Se i dati riportati sono sbagliati, correggi direttamente la voce biografica; le modifiche saranno visibili in questa lista entro pochi giorni. Per chiarimenti vedi il progetto biografie. La lista contiene solo le 25 persone che sono citate nell'enciclopedia e per le quali è stato implementato correttamente il template Bio. Pagina aggiornata al 13 gen 2025. |

- 18 ottobre - Zhu Xi, filosofo cinese († 1200)
- Raimon d'Agout († 1203)
- Archipoeta, poeta tedesco († 1165)
- Baldovino III di Gerusalemme, cavaliere medievale franco († 1163)
- Beniamino di Tudela, geografo e esploratore spagnolo († 1173)
- Carlo VII di Svezia, sovrano († 1167)
- Papa Clemente III, papa, cardinale e vescovo cattolico italiano († 1191)
- Richard FitzNeal, vescovo cattolico e economista inglese († 1198)
- Géza II d'Ungheria, re ungherese († 1162)
- Maredudd ap Gruffydd, principe († 1155)
- Magnus II Henriksen di Svezia, re svedese († 1161)
- Akka Mahādēvi, poetessa e mistica indiana
- Efrosin'ja Mstislavna, nobildonna († 1193)
- Nicolas de Verdun, orafo e scultore francese († 1205)
- Piacentino, giurista italiano († 1182)
- Qutb al-Din Mawdud, sovrano siriano († 1170)
- Raniero da Ponza, monaco cristiano e teologo italiano († 1207)
- Riccardo di Clare, II conte di Pembroke, nobile normanno († 1176)
- Riccardo di Taranto, politico e militare italiano
- Santa Rosalia, santa italiana († 1170)
- Simone di Tournai, filosofo e teologo francese († 1203)
- Al-Samaw'al al-Maghribi, matematico, astronomo e medico († 1180)
- Hywel ab Owain Gwynedd, poeta e nobile gallese († 1170)
- Anselmo dall'Orto, giurista italiano
- Inpumon'in no Tayū, poeta giapponese († 1200)